# Cane Baru
Cane Baru is een bestuurslaag in het regentschap Gayo Lues van de provincie Atjeh, Indonesië. Cane Baru telt 596 inwoners (volkstelling 2010).